# Wapen van Rumes

Wapen van Rumes

Het wapen van Rumes is het gemeentelijke wapen van de Henegouwse gemeente Rumes. Het wapen werd in 1989 aan de gemeente toegekend, het is sindsdien niet gewijzigd.

## Geschiedenis
In 1820 kreeg Rumes een wapen toegekend door koning Willem I, omdat Henegouwen toen nog behoorde tot het Verenigd Koninkrijk der Nederlanden. De herkomst van dit wapen is niet bekend. De adelaar in suggereert een band met het Franse Keizerrijk. In 1887 scheidde La Glanerie zich van de gemeente af en werd een zelfstandige gemeente. De plaats kwam in 1977 samen met Taintignies weer terug en de drie vormden de fusiegemeente Rumes. Omdat er geen oude schepenzegels bekend zijn, werd na de fusie een wapen toegekend op basis van het oude wapen en dat van de oude en uitgestorven familie Rumes. Dit wapen werd op 4 februari 1989 officieel toegekend.

## Blazoenering
De beschrijving van het eerste wapen luidt als volgt:
In de lengte door midden gedeeld, waarvan het eerste van rood, beladen met een lelie van zilver, het tweede van zilver beladen met een roode arend met uitgespreide vleugels en pooten.
De heraldische kleuren zijn keel (rood) en zilver (wit). Het wapen heeft geen externe stukken zoals een kroon of schildhouders.
De tweede omschrijving van het wapen luidt als volgt:
D'argent à la fasce de sable à une aigle issante de gueules accompagnée en pointe d'une fleur de lis du même.
Van zilver beladen met een dwarsbalk van sabel waarop een adelaar van keel in de schildvoet vergezeld van een Franse lelie van hetzelfde.
Het wapen is in essentie een kwartslag gedraaid waarbij de adelaar niet meer in het tweede veld, maar in het eerste veld staat en de Franse lelie juist in het tweede. Het hele schild is nu van zilver en de ornamenten zijn rood van kleur. De twee velden worden nu door een zwarte dwarsbalk van elkaar gescheiden en de adelaar komt daar uit.